# Ricardo Vicente Canals Vila
Ricardo Vicente Canals Vila (Montevideo, 26 de setembre de 1970) és un futbolista uruguaià, que ocupa la posició de defensa.
Ha jugat en diferents clubs del seu país, com el CA Bella Vista, el Nacional o el CA Fénix. També ha militat al Rosario Central argentí i al CD Logroñés espanyol.
Ha estat 4 vegades internacional amb la selecció del seu país.